# 聯航路駅
座標: 北緯31度5分10秒 東経121度30分14秒 / 北緯31.08611度 東経121.50389度
聯航路駅（れんこうろえき）は中華人民共和国上海市閔行区に位置する上海軌道交通8号線の駅である。計画時の名称は竹園路駅であった。

## 駅構造
- 島式ホーム1面2線を有する高架駅。

## 歴史
- 2009年7月5日 - 開業。

## 隣の駅
上海軌道交通
■8号線
江月路駅 - 聯航路駅 - 沈杜公路駅